# Né come né perché/Niente di niente
Né come né perché/Niente di niente è il 92° singolo di Mina, pubblicato dopo metà ottobre del 1968 su vinile a 45 giri dall'etichetta privata dell'artista PDU e distribuito dalla Durium.

## Il disco
Entrambi i brani sono contenuti nell'album Canzonissima '68 che riepiloga molte canzoni proposte nella popolarissima trasmissione televisiva Canzonissima dello stesso autunno 1968 e che vedeva Mina primadonna assoluta, assieme a Walter Chiari e Paolo Panelli.
Gli arrangiatori dirigono ciascuno la rispettiva orchestra.
Le due canzoni costituiscono il lato B di un EP per il mercato latino pubblicato in Brasile nel 1969 (Fermata EPE-609), sull'altro lato sono presenti i due brani del singolo precedente.

## Né come né perché
Canzone firmata dal binomio Canfora-Amurri, che scrisse in quegli anni tanti successi di Mina per le varie stagioni del sabato sera televisivo.
Cantata in diretta tv nella quattordicesima (penultima) puntata del programma il 28 dicembre 1968. Questa esibizione è contenuta nel DVD Gli anni Rai 1968-1972 Vol. 2, inserito in un cofanetto monografico di 10 volumi pubblicato da Rai Trade e GSU nel 2008.

## Niente di niente
Cover dei Delphonics, lanciata lo stesso anno col titolo originale Break Your Promise. Il pezzo, scritto dal cantautore e produttore discografico Thom Bell è stato tradotto in italiano da Giorgio Calabrese.
Questa canzone, presentata dalla cantante nell'undicesima puntata del 7 dicembre 1968, è presente in Gli anni Rai 1968 Vol. 3 ed è stata usata anche per un Carosello Barilla con la regia di Antonello Falqui.

## Tracce
Lato A
1. Né come né perché – 4:17 (testo: Antonio Amurri – musica: Bruno Canfora; edizioni musicali Curci)

Lato B
1. Niente di niente (Break Your Promise) – 3:14 (testo: Giorgio Calabrese – musica: Thom Bell; edizioni musicali D.R.)